# Sainte-Soline
Sainte-Soline là một xã trong tỉnh Deux-Sèvres trong vùng Nouvelle-Aquitaine ở phía tây nước Pháp. Xã này nằm ở khu vực có độ cao trung bình 128 mét trên mực nước biển.